# Ašéra

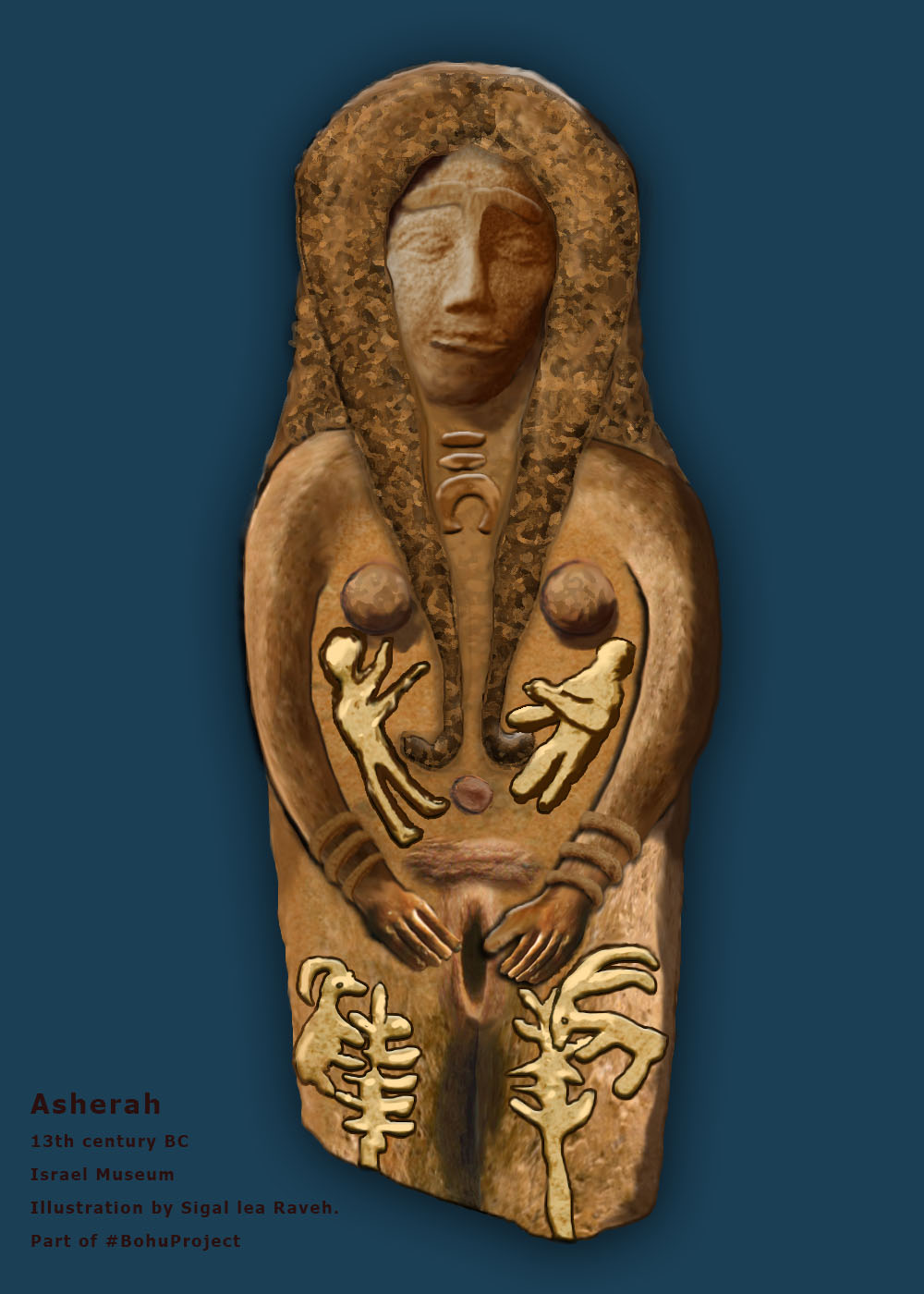
Ašéra, 13. století př. n. l., Izraelské muzeum

Ašéra, hebrejsky אֲשֵׁרָה ʾăšērâ, ugaritsky 𐎀𐎘𐎗𐎚 Aṯirat, je kanaánská, respektive západosemitská, bohyně. Byla ctěna také Chetity a to pod jménem Ašertu, přičemž byla manželkou boha jménem Elkunirsu, Babylóňany jako Aširatum či Ašratum a v Egyptě splynula s bohyní Kadeš. Ve Fénicii splynula s Aštoret, Anát a Tinit, jež byly všechny chápány jako jedna bohyně.

## Ugarit
První zmínky o Ašeře pochází již z 3. tisíciletí př. n. l., z městského státu Ugarit na pobřeží dnešní Sýrie, kde byla známa jako Atiratu či 'Aṯirat. Podle ugaritské mytologie byla Ašéra matkou a stvořitelkou bohů a manželkou boha nebes Ela, s kterým zplodila sedmdesát bohů. Byla zobrazována nejspíše jako stará vážená dáma v dlouhé róbě. Její jméno je vykládáno jako „ta, která následuje“ (svého manžela) nebo „ta, která kráčí po (moři)“ nebo „ta, která měří (osud), nejčastěji však „místo“ ve smyslu „posvátné místo, svatyně“. Jejím dalším jménem je Kudšu „svatyně“ a byla také nazývána „Ašéra, paní moře“, „Ašéra z Tyru“ nebo „Elat (bohyně) ze Sidónu“. Koncem 2. tisíciletí př. n. l. počala splývat se svou dcerou Anát, manželkou Baala, přičemž Anát s Baalem poté nahradili Ašéru a Ela v pozici nejvyšších božstev.

## Hebrejci
Ašéra a Jahve se pravděpodobně společně objevují na úlomcích nápisů a různých střepech z naleziště Chorvat Tejman v sinajské poušti a z naleziště Chirbet el-Kom nedaleko Hebronu. S Ašérou mohou souviset i ženské figurky se zvýrazněnými pohlavními znaky nalezené v Palestině, na jedné z figurek lze nalézt nápis „pro mou paní Elat“, přičemž jméno Elat je odvozeno od nejvyššího boha Ela a může označovat právě Ašéru. Podle části badatelů však texty nehovoří o bohyni, ale kultovním předmětu jež představoval Jahveho. 
| Izraelci se dopouštěli toho, co je zlé v Hospodinových očích. Zapomněli na svého Boha Hospodina a sloužili baalům a ašerám. |
| Soudců 3 |

Ašéra se objevuje také v Bibli a to v souvislosti s modloslužbou, buď jako posvátný kůl, sloup či strom nebo jako bohyně spojovaná s Baalem. Tyto pasáže pravděpodobně odkazují na zvláště upravený strom zasvěcený této bohyni. Podle jedné zmínky judský král Ása zbavil svou matku Maaku jejího postavení za uctívala Ašéru. Modlu bohyně poté podťal a spálil v Kidrónském úvalu.